# 観戦武官
観戦武官（かんせんぶかん）とは、第三国の戦争を観戦するために派遣される武官。

## 歴史

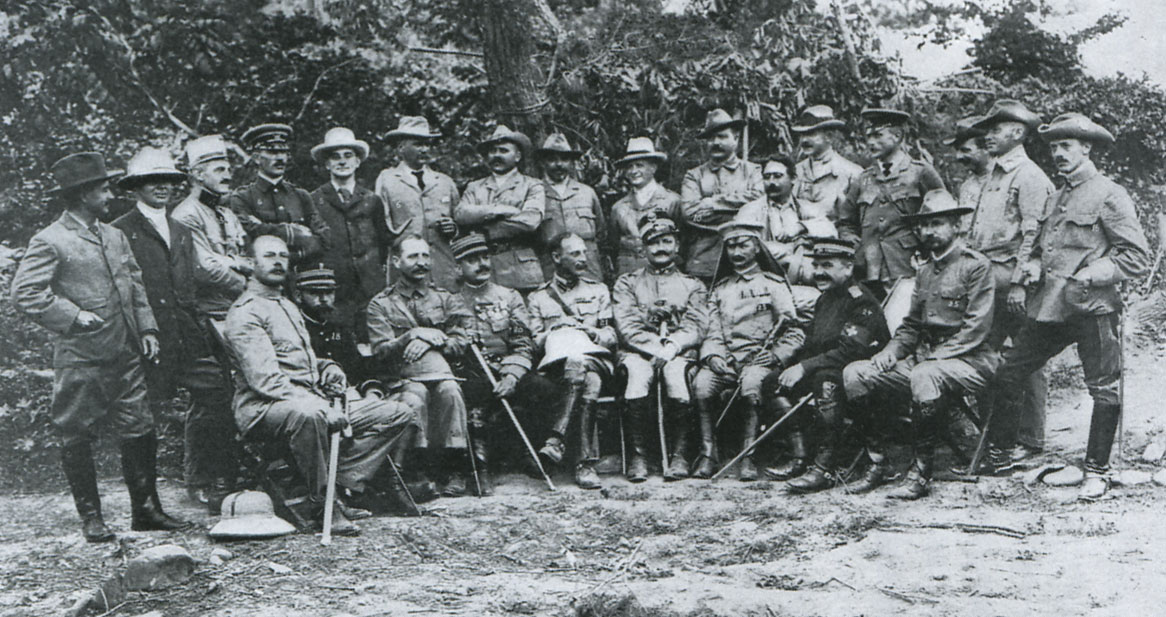
沙河会戦における観戦武官団および従軍記者団（1904年、日露戦争）

この制度の起源は明らかではないが、傭兵ではない、国家による軍隊が必要であること、士官学校や国際法などの制度の成立が不可欠であることから、およそ19世紀半ばごろに確立されたものと思われる。
日本では、1864年に赤松則良と榎本武揚が第二次シュレースヴィヒ＝ホルシュタイン戦争を観戦武官として見学した。1870年には普仏戦争を大山巌が観戦している。1877年の露土戦争の際には山澤静吾が選ばれてロシア軍本営に属し、プレヴェンでの戦いでは、中立国の観戦武官でありながら、衆目の驚く勇猛ぶりを見せ、ロシア皇帝アレクサンドル2世から戦地で勲章を授与された。また、1898年の米西戦争では秋山真之海軍大尉（後に中将。海軍戦術、『坂の上の雲』で有名）・柴五郎陸軍少佐（後の大将。義和団の乱では北京籠城戦を戦い抜く）が観戦武官として派遣された。
日露戦争の際には日露両国に対して欧米諸国から多数の観戦武官派遣の申し入れがあり、日本はイギリス、アメリカ合衆国、ドイツ帝国、オーストリア＝ハンガリー帝国、スペイン、イタリア、スイス、ノルウェー及びスウェーデン（スウェーデン＝ノルウェー連合解消の時期と重なる）、ブラジル、チリ、アルゼンチン、オスマン帝国といった13の国々から70人以上の武官を迎えたと記録されている（en:Military attachés and observers in the Russo-Japanese War 参照）。その内、先に日英同盟を結んだイギリスからの派遣が最多の33人となっている。特にイギリスのイアン・ハミルトン陸軍中将（後の第一次世界大戦でガリポリの戦いで地中海遠征軍を指揮）、ウィリアム・ペケナム海軍大佐（後に大将。朝日に乗艦しての報告はジョン・アーバスノット・フィッシャー提督の目に留まり、ドレッドノートの設計に取り入れられた）、アメリカのアーサー・マッカーサー・ジュニア陸軍少将（後に中将。マッカーサーGHQ最高司令官の父）、ドイツのマックス・ホフマン陸軍大尉（第一次世界大戦では第8軍の参謀としてタンネンベルクの戦いを勝利に導く）など後の歴史に影響を与えた軍人も多かった。
第一次世界大戦では、イギリスの巡洋戦艦クイーン・メリーに乗艦して観戦していた下村忠助海軍中佐がユトランド沖海戦で戦死している。
観戦武官制度は、第一次大戦後、自動車・航空機などの輸送手段の発達によって戦域が拡大し、1人の士官が戦闘を見ることが不可能になったため、自然に消滅した。